# Палаццо Сальвиати (Рим)
Палаццо Сальвиати (алла Лунгара), ранее Палаццо Адимари (итал. Palazzo Salviati, Palazzo Salviati alla Lungara, Adimari) — дворец в Риме, построенный в XVI веке. Расположен по адресу Виа делла Лунгара 82-83.

## История

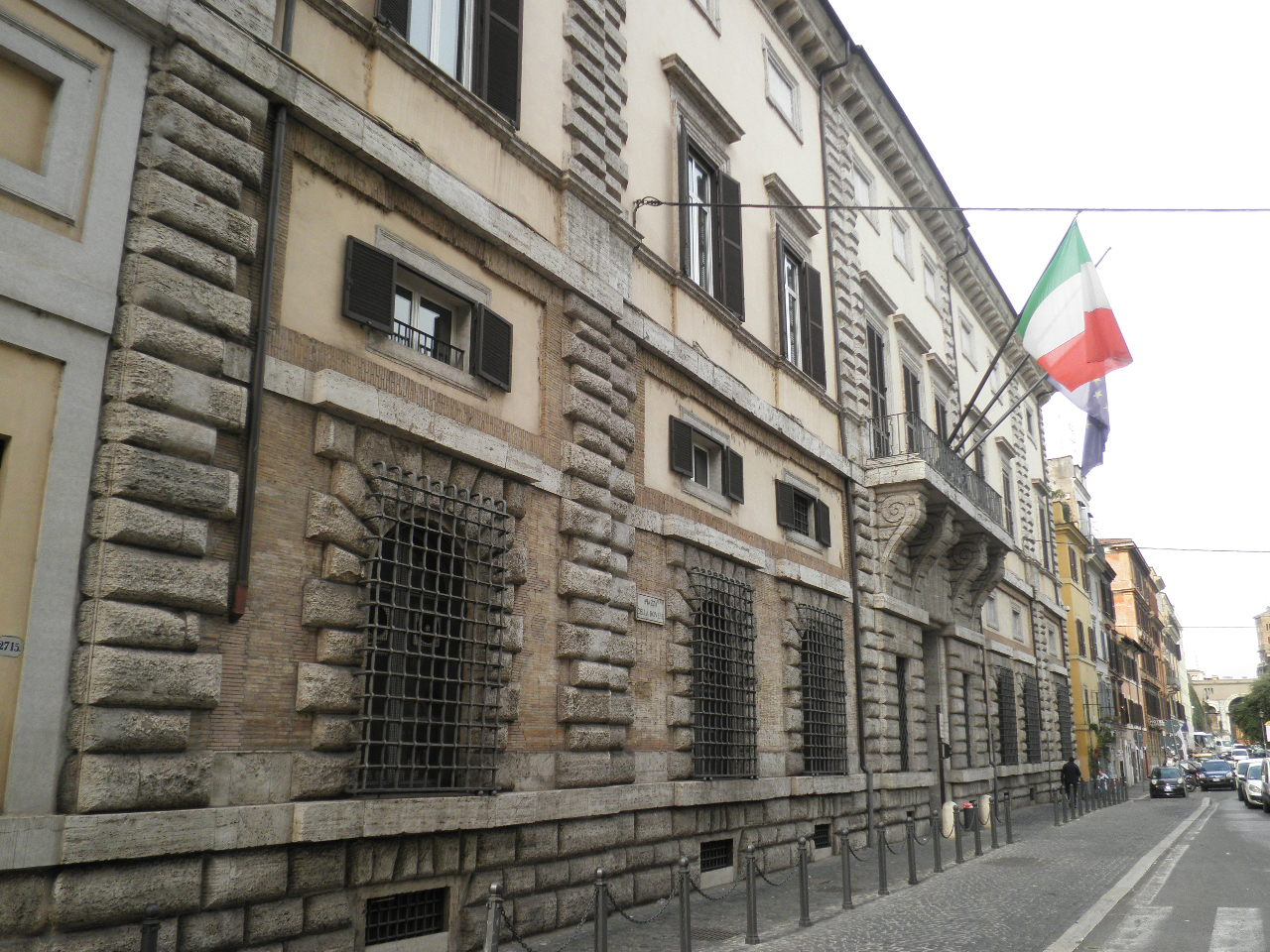
Палаццо Сальвиати

Здание возводили в первой половине XVI века для Филиппо Адимари, тайного камергера папы Льва X, на сельскохозяйственных землях и виноградниках, принадлежавших герцогу Орацио Фарнезе, внуку папы Павла III. Дворец является одним из ранних творений архитектора и живописца Джулио Романо. Вероятно, это был его первый самостоятельный проект после смерти его учителя Рафаэля, датируемый примерно 1520 годом.
Общая архитектурная композиция палаццо схожа с Палаццо Пандольфини во Флоренции, построенного по проекту Рафаэля Санти. Длинный фасад симметрично разделен на пять секций вертикальными рустами, в центре находится большой входной портал, увенчанный балконом, опирающимся на большие кронштейны. Внутри, на втором этаже, Джулио Романо также спроектировал капеллу в классицистическом стиле Донато Браманте.
В 1552 году дворец был продан кардиналу Джованни Сальвиати. Вскоре после этого здание перешло во владение его брата Бернардо Сальвиати, приора Мальтийского ордена, а в 1569 году его отреставрировал Нанни ди Баччо Биджо, который завершил возведение фасада в его нынешнем виде и расширил заднюю часть. Здание было резиденцией кардинала Фульвио делла Корнья, племянника папы Юлия III, до его смерти в 1583 году. В 1571 году здесь погиб его знаменитый брат Асканио делла Корнья, вернувшийся из битвы при Лепанто.
В 1794 году, после смерти кардинала Грегорио Сальвиати, последнего мужского потомка семьи, вилла, в результате различных событий, после брака Маркантонио IV с племянницей кардинала Анной Марией, стала собственностью семьи Боргезе. После дальнейшей смены владельцев в 1840 году здание было приобретено Папским государством, которое превратило его в резиденцию городского архива и место для размещения ботанического сада.
После экспроприации итальянским государством в 1870 году здесь разместились военный трибунал и военная коллегия. В 1933 году было пристроено новое крыло, оградившее двор. Святилище хранит память о ныне закрытой военной школе.
Во время Второй мировой войны, в период нацистской оккупации, более тысячи евреев, захваченных в ходе облавы в Римском гетто, были заперты в помещении военного училища на несколько дней (с 16 по 18 октября 1943 года) до их депортации.
Ныне в здании располагается Институт перспективных оборонных исследований, а также важная библиотека, специализирующаяся на военных и геополитико-стратегических дисциплинах в целом.